# Дракони (сериал)
„Дракони“ (на английски: DreamWorks Dragons) е американски компютърно анимиран телевизионен сериал, започнал излъчване по Cartoon Network на 7 август 2012 г., базиран на анимационния филм „Как да си дресираш дракон“ от 2010 г. Сериалът е мост между първия филм и продължението му от 2014 г. На 7 август 2012 г. в САЩ са излъчени първите 2 епизода като снийк пийк превю, като официалната премиера е на 4 септември 2012 г. Името на сезон първи е „Ездачите от Бърк“ (на английски: Riders of Berk), на втори – „Защитниците на Бърк“ (на английски: Defenders of Berk), а от третия до шестия – „Отвъд хоризонта“.

## Сюжет
Внимание:  Текстът по-долу разкрива сюжета на произведението (или части от него)!
Сериалът разгръща историята на викингския остров Бърк (в третия сезон и Драконски предел) където преди години е имало постоянни битки между хората и драконите, а сега те си съжителстват, благодарение на главния герой Хълцук, който заедно с дракона си Беззъб от вида Нощен бяс показват на местните, че те могат да си сътрудничат за по-добър живот. Във всеки един епизод Хълцук и бандата му се срещат с тежки предизвикателства, които имат трудни решения. Хълцук има задачата да научи всички как да живеят в мир с драконите, да дресира драконите и да пази острова от неприятели. Той, заедно с приятелите си, основава Академия за дресиране на дракони.

## Герои

### Ездачи на дракони
- Хълцук – първият дресьор на дракони. Той трябва да научи хората как да дресират драконите и да подпомага съжителството между двата вида. Основател е на Академия за дресиране на дракони, където учи останалите от бандата как да летят и използват драконите си. Хълцук е слаб и не е точният пример за викинг, но заради това има дарбата да дресира свирепи създания. Драконът му е Беззъб (Нощен бяс), който е първият дресиран дракон.
- Астрид – умна и безстрашна в боя, тя често е на страната на Хълцук. Красива и силна като самата нея е драконът ѝ е Буреноска (Смъртоносен змей). Главен герой от играта №2.
- Сополак – груб и агресивен млад Викинг. Той не крие чувствата си към Астрид, но за негово нещастие, тя не се интересува от тях. Определян е като шутът на бандата, тъй като драконът му често му прави шеги. Драконът на Сополак е Криворог (Чудовищен кошмар).
- Рибоног – умникът на групата. Със задълбочените си знания за драконите, той е като ходеща енциклопедия на тази тема. Неговата способност да намира слабите места на драконите е от наистина жизнено значение. Драконът му е Мотка (Гронкъл).
- Вироглава и Въртоглав – глупави разнояйчни близнаци. Обичат да се карат, както и щурите приключения. Драконът им е двуглавият Бой & Бяс (Страховита двуглавка)или както ги наричат в сериала (Вили и Въри)

### Жители на Бърк
- Стоик Грамадански – вожд на Бърк и баща на Хълцук. Той все още се учи да живее с дракони, но е горд от постиженията на сина си. В седмия епизод на сериите той си опитомява с помощ на сина си дракон от вида Мълногръм, който кръщава Торнадо.
- Храчко – ковачът на селото и дясната ръка на Стоик. Той е грубоват, но има голямо сърце. Обучавал е младите викинги за битки и има известни познания за драконите.
- Кофа – глуповат и мил фермер, кръстен заради кофата, която винаги носи вместо шлем. Получил е удар по главата си след битка с дракон, поради което страда от загуба на паметта и невъзможност да изпълнява задачи без надзор, но има артистичен талант. Загубил е дясната си ръка, която е заменена с кука.
- Торф – фермер, отговорен за събирането и производството на храна за селото. Той е интелигентен и самостоятелен и често трябва да наглежда Кофа. Загубил е дясна ръка и ляв крак.
- Готи – старица, шаманка на селото. Тя е няма и комуникира с жестове и рисунки в прахта, подобни на йероглифи, които Храчко превежда – понякога с променлив успех.

### Отрицателни герои
- Плесен – възрастен, свадлив и злобен. Мрази Драконите и се опитва да ги прогони от Бърк при всяка възможност и с подли действия. Живее в отдалечена къща на Острова и има овен на име Мухъл.
- Алвин Вероломния – нетърпелив, безмилостен и решителен. Изгонен е от остров Бърк и сега е водач на острова на изгнаниците, като иска да се завърне и да измести Стоик като вожд. След като научава за дресирането на дракони, той се опитва да разбере как става това от Хълцук и компания, и да използва драконите за своите пъклени планове.
- Дивак – дясната ръка на Алвин и главнокомандващ острова на изгнаниците.
- Дагър Подивелия – луд тийнейджър, водач на войнственото племе (берсеркери), Той заменя своя „пенсиониран“ баща Освалд Сговорчивия в мисия да върне предишната кръвожадна слава на хората си. Манията му е ловуване и убиване на дракони. Променя мнението си в 4 сезон. Той е ѝ брат на Хедър.
- Виго – умен ловец на дракони, притежател на Драконското око.

### Второстепенни герои
- Йохан – морски търговец, който плава със своята лодка между островите и търгува с всякакви интересни предмети. Впоследствие се оказва, че Йохан е главния злодей в анимацията.
- Хедър – мистериозно момиче, намерена от викингите край брега. Въпреки че преследва свои цели и мотиви в едно от приключенията им, тя става приятел на викингите от Бърк. Астрид ревнува от нея, за да не се сближи с Хълцук. В 4 сезон се присъединява към останалите ездачи на дракони.

### Дракони
- Беззъб – верният другар на Хълцук и единственият известен Нощен бяс. Като представител на Ловуващия вид, черният Беззъб притежава светкавична скорост, изключителен интелект, сонаро-подобни умения за ориентация и супер точен поглед. Издишва кълба от синя плазма, които поразяват и най-далечните цели.
- Буреноска – перфектна комбинация между красота и бруталност. Като при всички други дракони от вида Смъртоносен змей, тялото на синята Буреноска е покрито с отровни шипове, които изстрелва, и са способни да пробият броня. Издишва огън.
- Криворог – този червен дракон се пали бързо и е известен с мощния си огнен дъх. Ако е провокиран, може дори да възпламени цялото си тяло. Никой, не би искал раздразнен дракон от вида Чудовищен кошмар.
- Мотка – този конкретен кафяв Гронкъл е муден, мързелив и непоклатим като скала. Тя е и един от най-здравите и силни дракони в целия свят. Храни се с камъни. Плюе кълба от лава.
- Бой & Бяс – зелена мъжка Страховита двуглавка, яздена от близнаците. Вироглава е на дясната глава Бой – която изпуска запалим газ, а Въртоглав е на лявата Бяс – която подава искра и възпламенява газа-екипна работа. Но когато има двама ездачи и само един дракон, това често води до неразбирателство.
- Торнадо  – именуван заради силата на Тор и мощта на торнадото. Той е драконът на Стоик, от вида Мълногръм и произвежда ужасно силен и разрушителен звук, чрез който направо смила всичко по пътя си.

## История на името
Още при обявяването на сериала името е постоянно споменавано като „Дракони: Ездачите от Бърк“ (на английски: Dragons: Riders of Berk). След опоменяване на името на втори сезон се разбира, че втората част („Ездачите от Бърк“) е заглавието на сезона или подзаглавието на сериала. Оттогава често започва да се използва името „Дриймуъркс дракони“ на английски, където са изключени подзаглавията при положение, че при всяко лого на сериала е разположено и това на Дриймуъркс. Днес в американския и българския сайт на Cartoon Network все още се използва първото име. В България дублиращото студио съобщава заглавието като „Дриймуъркс представя: „Дракони: Ездачите от Бърк“, а на български името е утвърдено като „Дракони“.
Всички имена на герои, дракони или обекти са официални, така както са преведени и озвучени в двата филма и сериите, излъчени по Cartoon Network – България.

## Епизоди
Вижте: Списък с епизоди на Дракони: Сериалът.
| Сезон | Подзаглавие на Картун Нетуърк | Подзаглавие на Би Ти Ви Екшън | Брой епизоди | Излъчване по Картун Нетуърк         | Излъчване по Би Ти Ви Екшън           |
| ----- | ----------------------------- | ----------------------------- | ------------ | ----------------------------------- | ------------------------------------- |
| 1     | Ездачите на Бърг              | Ездачите на Бърг              | 20           | 1 март 2013 - 7 август 2013         | 25 август 2022 - 3 септември 2022     |
| 2     | Защитниците на Бърг           | Защитниците на Бърг           | 20           | 2 февруари 2014 - 10 септември 2014 | 3 септември 2022 - 13 септември 2022  |
| 3     | Отвъд хоризонта               | Надпревара до предела         | 13           | 8 февруари 2016 - ?                 | 13 септември 2022 - 19 септември 2022 |
| 4     | Отвъд хоризонта               | Надпревара до предела         | 13           | ? - ?                               | 19 септември 2022 - 26 септември 2022 |
| 5     | Отвъд хоризонта               | Надпревара до предела         | 13           | ? - 17 февруари 2017                | 26 септември 2022 - 2 октомври 2022   |
| 6     |                               | Надпревара до предела         | 13           |                                     | 2 октомври 2022 -                     |

## „Дракони“ в България
В България сериалът започва премиерно излъчване на 1 март 2013 г. по Cartoon Network с разписание всеки петък от 18:30. Премиерите завършват на 26 април 2013 г., като са излъчени първите 9 епизода от първи сезон. След това започват повторения със същото разписание. От 30 август 2013 г. започва излъчването на нови епизоди с разписание всеки петък от 18:30, като по изключение на 30 август 2013 г. се излъчват два епизода. Третият сезон се излъчва по един епизод всеки делник от 17:30 от 8 февруари 2016 г.

### Нахсинхронен дублаж
| Роля              | Изпълнител                                                    |
| ----------------- | ------------------------------------------------------------- |
| Хълцук            | Иван Петков (до втори сезон) Мартин Герасков (от трети сезон) |
| Стоик Грамадански | Георги Тодоров                                                |
| Храчко            | Георги Спасов                                                 |
| Астрид            | Татяна Етимова                                                |
| Рибоног           | Петър Бонев                                                   |
| Сополак           | Росен Русев                                                   |
| Въртоглав         | Иван Велчев                                                   |
| Вироглава         | Надежда Панайотова                                            |

На 25 август 2022 г. започва излъчване по bTV Action, всеки делник от 6:00 ч. Дублажът е войсоувър, записан в „Саунд Сити Студио“, и ролите се озвучават от София Джамджиева, Станислав Пищалов, Борис Кашев, Сотир Мелев и Николай Пърлев.